# Dasha Romanov
Dasha Romanov (3 maggio 2003) è una sciatrice alpina statunitense.

## Biografia
Sciatrice polivalente originaria di Thornton e attiva dal novembre del 2019, in Nor-Am Cup Dasha Romanov ha esordito il 19 novembre dello stesso anno a Copper Mountain in slalom speciale (24ª) e ha conquistato il primo podio il 28 marzo 2023 a Whistler nella medesima specialità (3ª); ha debuttato in Coppa del Mondo l'11 novembre 2023 a Levi in slalom speciale, senza qualificarsi per la seconda manche, e in Nor-Am Cup ha conquistato la prima vittoria l'11 dicembre 2024 a Panorama in supergigante. Non ha preso parte a rassegne olimpiche o iridate.

## Palmarès

### Nor-Am Cup
- Miglior piazzamento in classifica generale: 3ª nel 2023
- 2 podi:
  - 1 vittoria
  - 1 terzo posto

#### Nor-Am Cup - vittorie
| Data             | Località | Paese  | Specialità |
| ---------------- | -------- | ------ | ---------- |
| 11 dicembre 2024 | Panorama | Canada | SG         |

Legenda:

SG = supergigante

### Campionati statunitensi
- 1 medaglia:
  - 1 argento (slalom speciale nel 2023)